# Gare de Rheine
La gare de Rheine est un nœud ferroviaire dans la région du nord du pays de Münster, fréquenté par environ 12 000 voyageurs par jour

## Installations

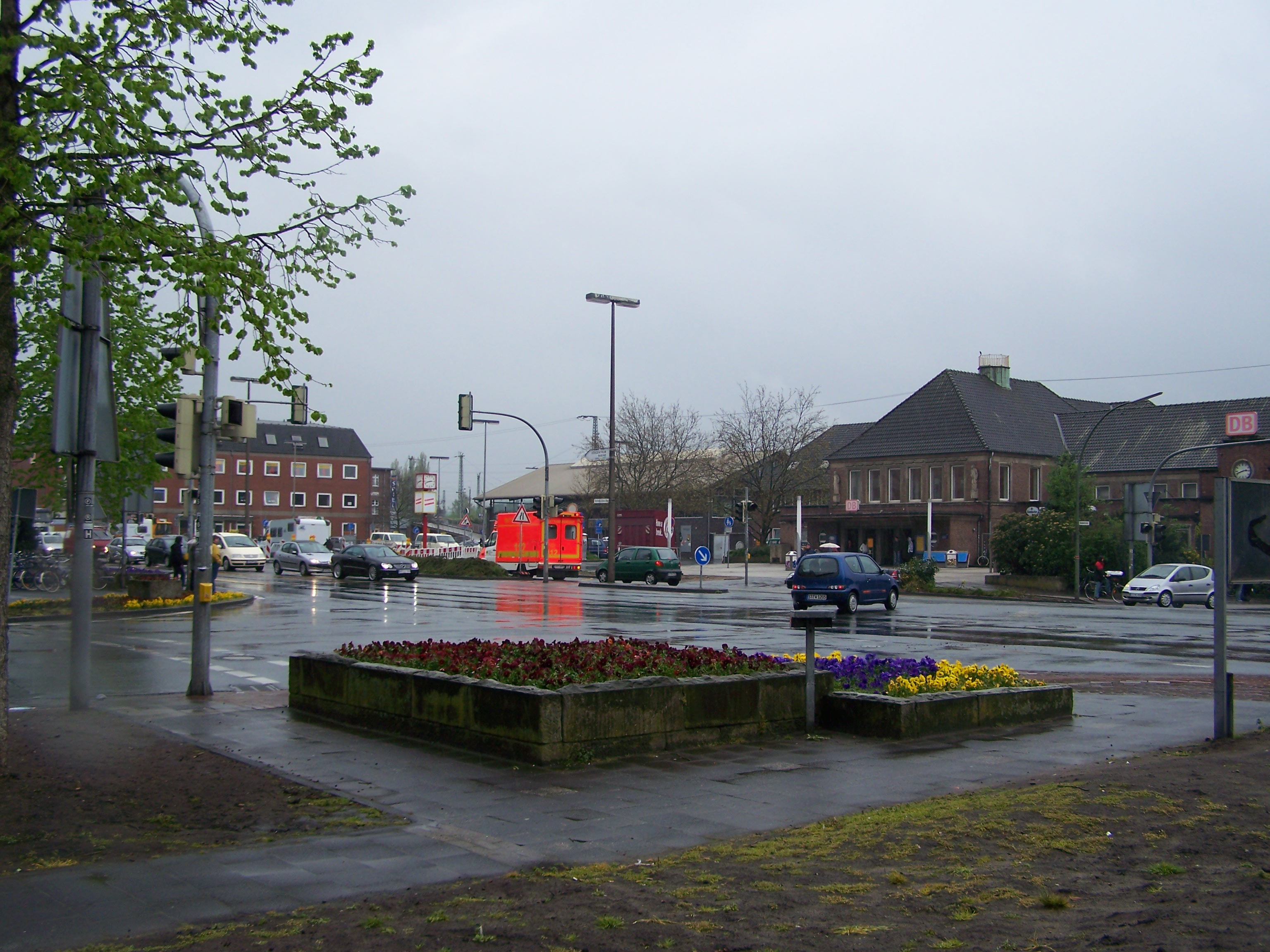
Parvis de la gare

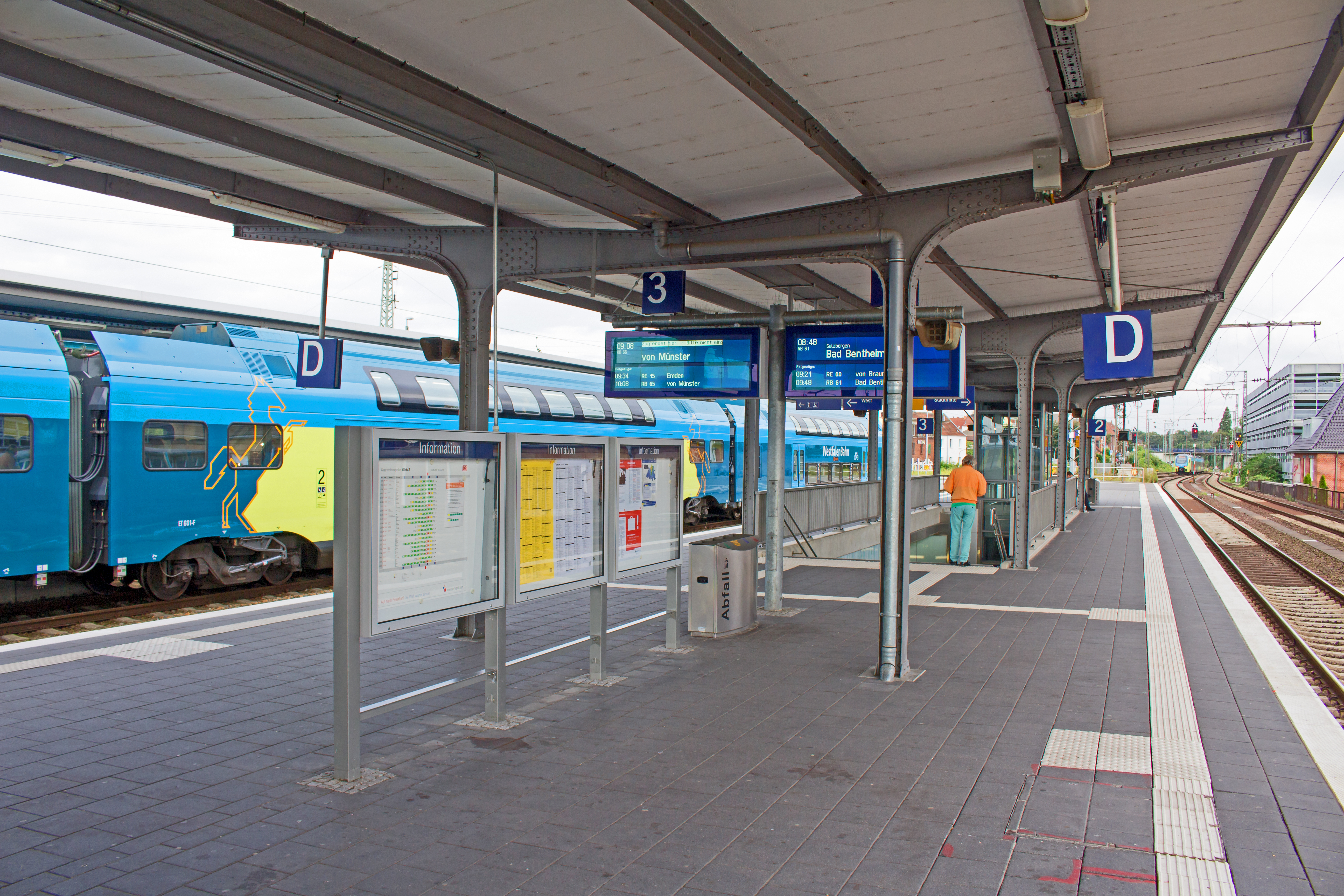
Plateformes modernisées

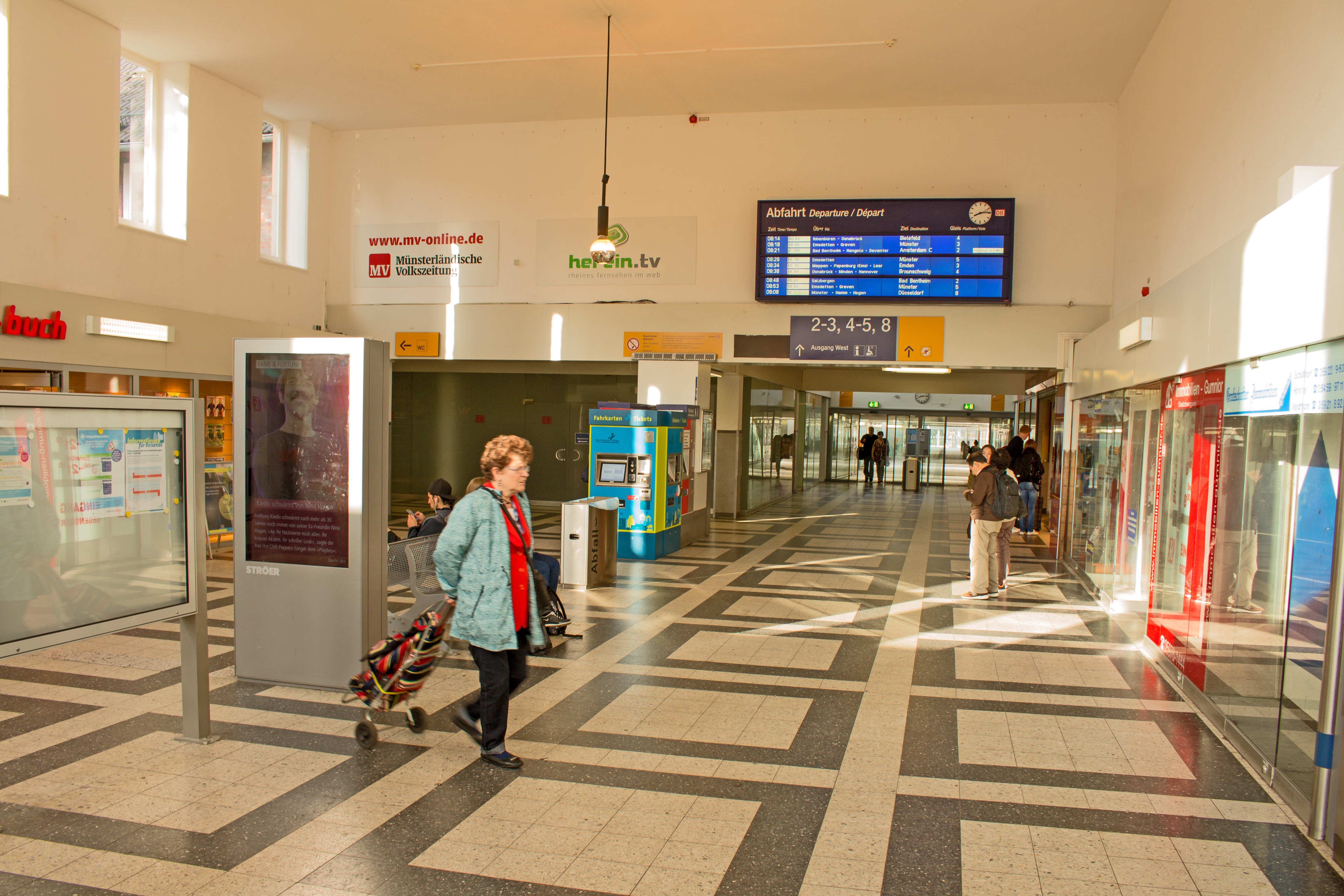
Salle d'attente avec commerces

La gare de Rheine est située au sud-ouest du centre-ville de Rheine. Le centre-ville lui-même est à seulement quelques minutes à pied. La rocade qui fait le tour du centre-ville de Rheine se trouve juste devant la sortie de la gare. Une gare routière pour les bus régionaux et une station de taxis sont situées à côté du parvis de la gare. Dans le bâtiment d'accueil se trouve un hall d'entrée avec un kiosque et une boulangerie. Il y a également des distributeurs de billets et un tableau de départ électronique dans le hall principal. Dans l'aile latérale du bâtiment se trouvent un bureau de la police fédérale, le centre de voyages DB et un parking à vélos avec location de vélos.
La gare dispose désormais de trois quais centraux avec les voies 2/3, 4/5 et 8 avec un seul bord de plate-forme. La voie 8 est à nouveau opérationnelle pour le trafic voyageurs depuis décembre 2015, de sorte que le RE 7 de Rheine à Krefeld peut circuler toutes les heures et il n'y a aucune complication avec l'Intercity en direction de Coblence. Depuis le changement d'horaire fin 2023, le RE 15 s'arrête également au quai 8. Depuis début juillet 2011, de nouveaux ascenseurs desservent tous les quais, rendant la gare accessible aux personnes à mobilité réduite. Sur les quais 4/5 se trouvent un bureau de service DB Station&Service et la mission de la gare.

## Histoire
Le 29 septembre 1972, l'électrification de la ligne ferroviaire de Münster est inaugurée par un train spécial. À la gare de Rheine, le train spécial en provenance de Münster est accueilli par un Kiepenkerl (de) et des filles en vieux costumes westphaliens. À partir du 1er octobre 1972, avec le début de l'horaire d'hiver, le service régulier de trains électriques à destination de Münster commence

## Service

### Trafic longue distance
Au cours de l'année horaire 2025, la gare de Rheine est desservie par deux lignes Intercity et une ligne ICE pour le transport ferroviaire de voyageurs longue distance . :
| Ligne  | Tracé de la ligne | Fréquence           |
| ------ | --- | ------------------- |
| ICE 47 | Norddeich Mole – Norden – Emden – Rheine – Münster – Wanne-Eickel – Gelsenkirchen – Duisbourg – Düsseldorf – Cologne Messe/Deutz – Siegburg/Bonn – Aéroport de Francfort – Mannheim – Stuttgart | Une paire de trains |
| IC 35  | ( Norddeich Mole –/ Port extérieur d'Emden –) Emden – Rheine – Munster – Recklinghausen – Wanne-Eickel – Gelsenkirchen – Oberhausen – Duisbourg – Düsseldorf – Cologne                          | 120 min             |
| IC 77  | Amsterdam – Hilversum – Amersfoort – Apeldoorn – Deventer – Hengelo – Bad Bentheim - Rheine – Osnabrück – Bünde – Hanovre – Berlin-Spandau - Berlin – Gare de l'Est de Berlin                   | 120 minutes         |

Le service sur la ligne 35 est complété de façon saisonnière par des trains supplémentaires.